# Isola Dovarese

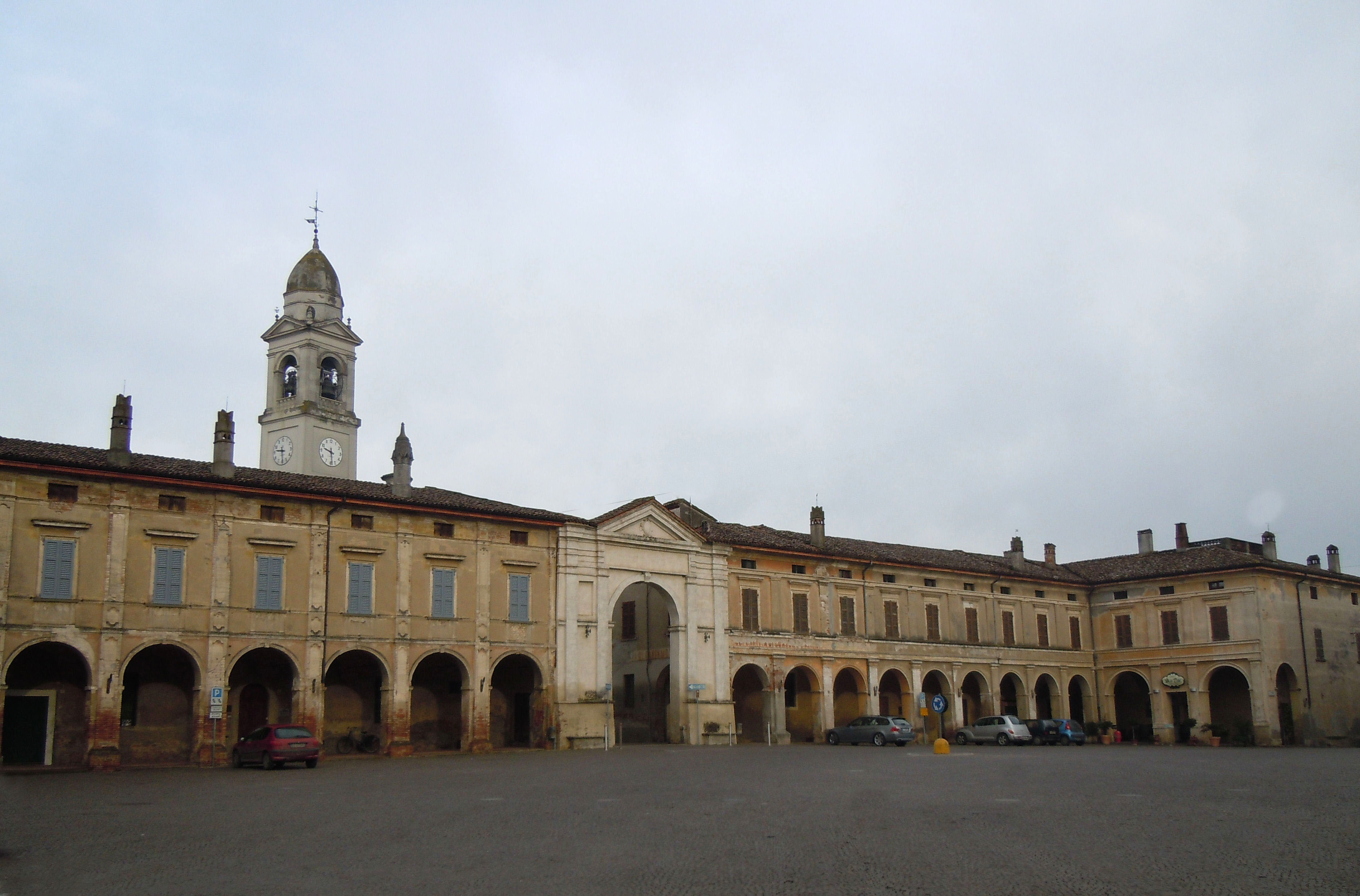
Matthäusplatz in Isola Dovarese

Isola Dovarese ist eine norditalienische Gemeinde (comune) mit 1073 Einwohnern (Stand 31. Dezember 2023) in der Provinz Cremona in der Lombardei. Die Gemeinde liegt etwa 22 Kilometer ostnordöstlich von Cremona am Oglio und am Parco dsell'Oglio Sud und grenzt unmittelbar an die Provinz Mantua.

## Gemeindepartnerschaft
- Velaux, Département Bouches-du-Rhône